# Le Chemin d'Ernoa
Pour plus de détails, voir Fiche technique et Distribution.
Le Chemin d'Ernoa est un film muet français réalisé par Louis Delluc, sorti en 1921.

## Synopsis
Etchegor, un riche paysan basque, est tombé sous le charme de Majesty Parnell, une belle américaine. Son mari Parnell qui prépare un vol, profitera de la situation pour obliger Etchegor à l'aider à passer en Espagne, son forfait réussi. Sa femme l'y rejoindra.

## Fiche technique
- Titre : Le Chemin d'Ernoa
- Autre titre : L'Américain
- Réalisation : Louis Delluc
- Scénario : Louis Delluc
- Mise en scène : René Coiffard[1]
- Photographie : Émile Bousquet et Alphonse Gibory
- Production : Parisia Films
- Pays de production :  France
- Format :  Noir et blanc - 1,33:1 - 35 mm - Muet
- Genre : Drame sentimental
- Durée : 50 minutes
- Date de sortie : 
  - France : 4 août 1921[2]

## Distribution
- Ève Francis : Majesty
- Gaston Jacquet : Parnell
- Albert Durec : Etchegor
- Princesse Doudjam : Santa
- Léonid Walter de Malte : Irratz
- Jean-Baptiste Marichalar : Domingo